# Avenida Cuatricentenario (Trujillo)
Avenida Cuatricentenario es el nombre que recibe una de las vías de comunicación carretera más importantes de la ciudad de Trujillo, en los Andes venezolanos, capital del Estado Trujillo al occidente del país sudamericano de Venezuela.

## Descripción
Se trata de una calle que conecta la Avenida Cruz Carrillo y la Avenida 19 de abril con la Avenida Laudelino Mejas a la altura del Circuito Judicial de Trujillo. En su recorrido además se vincula con la Calle Principal, la Calle Lavadero, y la Avenida Diego García de Paredes.
En ella o en sus alrededores se pueden encontrar diversos puntos de interés como la Iglesia San Judas Tadeo, la Universidad Nacional Abierta (Trujillo), el Colegio de Ingenieros del Estado Trujillo, el Sector La Vega, el Country Club, la Escuela de Labores, el Estadio Cuatricentenario (o Estadio Dr. Humberto González Albano), la Urbanización El Recreo, el Parque de la Trujillanidad, entre otros.